# Adygejsk (městský okruh)
Adygejsk – městský okruh (adygejsky: Адыгэкъал къалэ округ) je městský okruh v rámci Adygejské republiky Ruské federace.
Administrativním centrem je město Adygejsk.

## Geografie
Nachází se v severozápadní části Adygejska, u jižního pobřeží Krasnodarské přehrady.
Ze západu, severu a východu je městský okruh obklopen územím Teučežského rajónu. Na jihu hraničí s městským okruhem Gorjačij Ključ Krasnodarského kraje.
Rozloha okruhu je 32,39 km².
Terén okruhu je převážně rovinatý.
Na jihozápad od okruhu se postupně začínají zvedat hory. Průměrná nadmořská výška v okruhu je asi 57 metrů nad mořem.

## Historie
Roku 2000 došlo během administrativní a teritoriální transformaci k udělení statutu města republikového významu městu Adygejsk.
Dne 1. prosince 2004 byl zřízen městský okruh.

## Administrativní dělení
Městský okruh zahrnuje 3 sídla, včetně města republikového významu a jemu podřízených 2 sídel.
- město Adygejsk
- aul Gatlukaj
- osada Psekups